# HomeAway
HomeAway, Inc. is een Amerikaanse multinational gezeteld in Austin (Texas), en is een van 's werelds grootste online platforms voor de verhuur van vakantiehuizen, met 19 websites waarop ongeveer één miljoen betaalde advertenties van vakantiehuizen in 190 landen worden gepubliceerd. In 2015 werd HomeAway door Expedia Group overgenomen voor 3,9 miljard dollar in cash en aandelen.
In mei 2019 werd aangekondigd dat de naam van het bedrijf wordt gewijzigd in Vrbo.